# Профайлер (телесериал)
«Профиль убийцы» (также известен как «Профайлер», англ. Profiler) — американский детективный телесериал с Элли Уокер в главной роли выходивший на канале NBC с 29 сентября 1996 по 1 июля 2000 года. В 1999 году Уокер покинула сериал из-за беременности, однако продюсеры не стали закрывать сериал и героиню Уокер заменила телевизионная актриса Джейми Лунер. После ухода Уокер и введения новой актрисы рейтинги сериала начали стремительно падать и в конечном итоге канал закрыл шоу.
Сериал достиг успеха в США в период своего показа на канале NBC, а также имел большой международный успех. В настоящее время повторы шоу выходят в синдикации на ряде кабельных каналов в США.

## Сюжет
Доктор Саманта «Сэм» Уотерс — судебный психолог, которая обладает удивительными способностями понимать поведение преступников

## В ролях
- Элли Уокер — Доктор Саманта «Сэм» Уотерс (сезоны 1-3) 64 эпизода. Психолог подразделения. Три года была в отставке — тяжело переживает гибель мужа Тома, его застрелил серийный убийца Джек. Именно он и преследует Саманту на протяжении нескольких сезонов. Отец Саманты —  учёный-вирусолог, после смерти жены /Саманте тогда было 10 лет/ избегает отношений с дочерью.
- Роберт Дави — Агент Бейли Мэлоун (сезоны 1-4). Начальник отдела по раскрытию особо тяжких преступлений. Более 15 лет в ФБР, 2 года в спецназе. Пережил тяжелый развод, обе дочери остались под опекой матери.  Во втором сезоне получает первое ранение — в него стреляет дочь Фрэнсис.
- Джулиан Макмэхон — Детектив Джон Грант (сезоны 1-4). Бывший полицейский, сын преступного авторитета, но с отцом отношений не поддерживает. Некоторое время встречается с подругой Саманты Энджел.
- Рома Маффиа — доктор Альварес Грейс (сезоны 1-4). Патологоанатом, замужем более 20 лет. Во втором сезоне становится первый раз мамой, после долгих лет бесплодия.
- Питер Фречетт — Джордж Фрали (сезоны 1-4). Компьютерный гений, ранее занимающийся крупными кражами с электронных банковских карт. Джон Грант помог «замять» участие Джорджа в этой истории взамен на работу на ФБР.
- Эрика Гимпел — Энджел Браун (сезоны 1-3). Подруга Саманты, которая приютила её с дочерью после гибели мужа. Некоторое время встречалась с Джоном Грантом.
- Кэйтлин Уэкс — Хлоя Уотерс (сезоны 1-2). Дочь Саманты.
- Эван Рэйчел Вуд — Хлоя Уотерс (Замена Кэйтлин Уэкс в сезонах 3 и 4)
- Хизер МакКомб — Фрэнсис  Мэлоун (сезоны 1-2). Дочь Бейли Мэлоуна.
- Трейси Лордс — Шэрон Лешер (сезон 2), подруга главного злодея  сериала Джека.
- Джейми Лунер — доктор Рэйчел Бёрк (Сезон 4). Психолог, заменила Саманту Уотерс после её отставки.

## Выход на DVD
| Название                     | Эпизоды | Дата выпуска    |
| ---------------------------- | ------- | --------------- |
| Profiler — The First Season  | 22      | 29 июля 2003    |
| Profiler — The Second Season | 19      | 25 ноября 2003  |
| Profiler — The Third Season  | 21      | 27 апреля 2004  |
| Profiler — The Fourth Season | 20      | 26 октября 2004 |